# Park Jin-joo
Park Jin-joo (hangŭl: 박진주; Mokpo, 24 dicembre 1988) è un'attrice sudcoreana.

## Filmografia

### Cinema
- Sunny (써니), regia di Kang Hyeong-cheol (2011)
- Du gae-ui dal (두 개의 달), regia di Kim Dong-bin (2012)
- Koala (코알라), regia di Kim Joo-hwan (2013)
- Dwaeji gat-eun yeoja (돼지 같은 여자), regia di Jang Moon-il (2013)
- Plan Man (플랜맨), regia di Sung Si-heub (2014)

### Televisione
- High kick! - Jjarb-eun dari-ui yeokseup (하이킥! 짧은 다리의 역습) – serie TV (2011-2012)
- Propose daejakjeon (프로포즈 대작전) – serie TV (2012)
- Kasikkot (가시꽃) – serie TV (2013)
- Nae nalg-eun sug-ui ki-eok (내 낡은 지갑 속의 기억), regia di Lee Jung-sub – film TV (2013)
- Ruby banji (루비 반지) – serie TV (2013)
- Yeon-aereul gidaehae (연애를 기대해), regia di Lee Eun-jin – miniserie TV, 2 episodi (2013)
- Sil-eopgeup-yeo romance (실업급여 로맨스) – serie TV (2013)
- Baengnyeon-ui sinbu (백년의 신부) – serie TV (2014)
- Yeojamanhwa gudu (여자만화 구두) – serie TV (2014)
- Anae scandal - Baram-i bunda (아내스캔들 - 바람이 분다) – serie TV (2014)
- Angel Eyes (엔젤 아이즈) – serie TV (2014)
- Sarangman hallae (사랑만 할래) – serie TV (2014) – cameo
- Modern Farmer (모던파머) – serie TV (2014)
- Na-ui yugamseureo-un namjachingu (나의 유감스러운 남자친구) – serie TV (2015)
- Naemsaereul boneun sonyeo (냄새를 보는 소녀) – serie TV (2015)
- Dramaworld – webserie (2016)
- 1%ui eotteon geot (1%의 어떤 것) – serie TV (2016)
- Pureun bada-ui jeonseol (푸른 바다의 전설) – serie TV, episodio 6 (2016)
- Jiltu-ui hwasin (질투의 화신) – serie TV (2016)
- Dangsin-i jamdeun sa-i-e (당신이 잠든 사이에) – serie TV (2017)
- Geunyeo-ui sasaenghwal (그녀의 사생활?) – serie TV (2019)
- Yeon-in (연인?) – serie TV, episodio 12 (2023)
- Le stelle parlano di noi (별들에게 물어봐?) – serie TV (2025)

## Teatro
- Yeontangil (연탄길) (2011)
- Makdwaemeok-eun Young-ae-ssi (막돼먹은 영애씨) (2012)